# Bonner Jahrbücher

Titelseite des 75. Bandes (1883), noch unter dem ursprünglichen Titel „Jahrbücher des Vereins von Alterthumsfreunden im Rheinlande.“

Die Bonner Jahrbücher (BJb) sind ein wissenschaftliches archäologisches Jahrbuch.
Das Jahrbuch wird vom Landschaftsverband Rheinland, vertreten durch das Rheinische Landesmuseum Bonn und das LVR-Amt für Bodendenkmalpflege im Rheinland, sowie dem Verein von Altertumsfreunden im Rheinlande herausgegeben. Es erscheint jährlich seit 1842 und ist damit eines der ältesten Periodica dieser Art. Aufgrund unterschiedlicher Publikationsweisen im Laufe der Zeit sind bislang schon mehr als 200 Bände publiziert worden. Bis zum 95. Band (1894) erschien das Periodikum unter dem Titel Jahrbücher des Vereins von Alterthumsfreunden im Rheinlande, ab Band 96 (1895) dann unter dem Titel Bonner Jahrbücher, dessen jüngster Band 223 (2023) 2025 erschien.
In den Bonner Jahrbüchern werden Aufsätze zu allen Bereichen der Archäologie Europas, zur Alten Geschichte, Berichte zur archäologischen Forschung im Rheinland und zu rheinischer Kunstgeschichte veröffentlicht, ebenso wie die Jahresberichte des Rheinischen Amts für Bodendenkmalpflege. Hier geben das Rheinische Amt für Bodendenkmalpflege Auskunft über aktuelle Grabungsaktivitäten und deren Fortschritte sowie alle herausgebenden Institutionen ihre Jahresberichte heraus. Alle eingereichten Aufsätze unterliegen einem Peer Review. Publikationssprache ist im Allgemeinen Deutsch, aber auch die drei anderen gängigen bedeutenden Wissenschaftssprachen Englisch, Französisch und Italienisch sind möglich. Die Jahrbücher erschienen lange Zeit im Rheinland-Verlag und wurden dort in Verbindung mit dem Verlag Butzon & Bercker und dem Böhlau Verlag von der Dr. Rudolf Habelt Bonn vertrieben. Mittlerweile erscheinen die Bonner Jahrbücher im Verlag Philipp von Zabern. Seit 1987 wird der Druck der Publikation durch das für Bodendenkmalpflege zuständige NRW-Bauministerium gefördert.

## Beihefte der Bonner Jahrbücher
Daneben erscheinen in unregelmäßigen Abständen die Beihefte der Bonner Jahrbücher, die Monographien wie Dissertationen oder Festschriften vorbehalten sind. Im Zentrum steht dabei vor allem die Archäologie des Rheinlandes bzw. der germanischen Provinzen im Allgemeinen.
- 1: Erich Gose: Gefäßtypen der Römischen Keramik im Rheinland (1950)
- 2: Kurt Tackenberg: Fundkarten zur Vorgeschichte der Rheinprovinz (1954)
- 3: Arthur Marschall, Karl Josef Narr, Rafael von Uslar: Die vor- und frühgeschichtliche Besiedlung des Bergischen Landes (1954)
- 4: Karl Josef Narr: Das Rheinische Jungpaläolithikum (1955)
- 5: Kurt Tackenberg (Hrsg.): Der Neandertaler und seine Umwelt. Gedenkschrift zur Erinnerung an die Auffindung im Jahre 1856 (1956)
- 6: Adolf Herrnbrodt: Der Husterknupp. Eine niederrheinische Burganlage des frühen Mittelalters (1958)
- 7: G. H. R. v. Koenigswald (Hrsg.): Hundert Jahre Neanderthaler. Gedenkbuch (1958)
- 8: Harald von Petrikovits: Das römische Rheinland. Archäologische Forschungen seit 1945 (1960)
- 9: Felix Kreusch: Beobachtungen an der Westanlage der Klosterkirche zu Corvey (1963)
- 10/I: Rafael von Uslar, Karl Josef Narr (Hrsg.): Studien aus Alteuropa. Teil I (1964)
- 10/II: Rafael von Uslar (Hrsg.): Studien aus Alteuropa. Teil II. Kurt Tackenberg zum 65. Geburtstag am 30. Juni 1964 (1965)
- 11: Rafael von Uslar: Studien zu frühgeschichtlichen Befestigungen zwischen Nordsee und Alpen (1964)
- 12: Franz Rademacher: Der thronende Christus der Chorschranken von Gustorf. Eine ikonographische Untersuchung (1964)
- 13: Walther Bremen: Die alten Glasgemälde und Hohlgläser der Sammlung Bremen in Krefeld (1964)
- 14: Alfred von Domaszewski: Die Rangordnung des römischen Heeres. Nachdruck, mit Einführung, Berichtigungen und Ergänzungen von Brian Dobson (1967)
- 15: E. Le Borgne, Irwin Scollar, J. D. Mudie, J. Görler, H.-J. Appel, Gustl Strung-Lichtenberg: Archaeo-Physika: Technische und naturwissenschaftliche Beiträge zur Feldarchäologie (1966)
- 16: Michael Müller-Wille: Mittelalterliche Burghügel („Motten“) im nördlichen Rheinland (1966)
- 17: Emil Ploss: Siegfried-Sigurd, der Drachenkämpfer. Untersuchungen zur germanisch-deutschen Heldensage (1966)
- 18: Robert Saxer: Epigraphische Studien 1: Untersuchungen zu den Vexillationen des römischen Kaiserheeres von Augustus bis Diokletian (1967)
- 19: Studien zu den Militärgrenzen Roms. Vorträge des 6. internationalen Limeskongresses in Süddeutschland (1967)
- 20: Johann Michael Fritz: Gestochene Bilder. Gravierungen auf deutschen Goldschmiedearbeiten der Spätgotik (1966)
- 21: Helmut Freis: Epigraphische Studien 2: Die cohortes urbanae (1967)
- 22: Géza Alföldy: Die Legionslegaten der römischen Rheinarmeen (1967)
- 23: Karl-Heinz Knörzer: Archaeo-Physika 2: Untersuchungen subfossiler pflanzlicher Großreste im Rheinland (1967)
- 24: Kurt Waldmann: Archaeo-Physika 3: Die Knochenfunde aus der Colonia Ulpia Traiana, einer römischen Stadt bei Xanten am Niederrhein (1967)
- 25: Géza Alföldy, Lajos Balla, Anthony R. Birley, R. W. Davies, Rudolf Noll, Harald von Petrikovits, John J. Wilkes: Epigraphische Studien 4: Sammelband (1967)
- 26: Leo Hugot: Rheinische Ausgrabungen 2: Kornelimünster, Untersuchung über die baugeschichtliche Entwicklung der ehemaligen Benediktinerklosterkirche (1967)
- 27: Château Gaillard II. Studien zur mittelalterlichen Wehrbau- und Siedlungsforschung. Kolloquium Büderich bei Düsseldorf, 27. bis 30. Juli 1964 (1967)
- 28: Rheinische Ausgrabungen 1: Beiträge zur Archäologie des Mittelalters (1968)
- 29: Hans-Eckart Joachim: Die Hunsrück-Eifel-Kultur am Mittelrhein (1968)
- 30: Christoph B. Rüger: Germania Inferior. Untersuchungen zur Territorial- und Verwaltungsgeschichte Niedergermaniens in der Prinzipatszeit (1968)
- 31: Werner Hilgers: Lateinische Gefäßnamen (1969)
- 32: Burkhardt Wesenberg: Kapitelle und Basen. Beobachtungen zur Entstehung der griechischen Säulenformen (1971)
- 33: Heinz Günter Horn: Mysteriensymbolik auf dem Kölner Dionysosmosaik (1972)
- 34: Hanns Gabelmann: Die Werkstattgruppen der oberitalischen Sarkophage (1973)
- 35: Walter Janssen: Studien zur Wüstungsfrage im fränkischen Altsiedelland zwischen Rhein, Mosel und Eifelnordrand (1975, zwei Teilbände)
- 36: Harald von Petrikovits: Beiträge zur römischen Geschichte und Archäologie. 1931 bis 1974 (1976)
- 37: Brian Dobson: Die Primipilares. Entwicklung und Bedeutung, Laufbahnen und Persönlichkeiten eines römischen Offiziersranges (1978)
- 38: Studien zu den Militärgrenzen Roms II. Vorträge des 10. Internationalen Limeskongresses in der Germania Inferior (1977)
- 39: Adolf Lippold, Nikolaus Himmelmann (Hrsg.): Bonner Festgabe Johannes Straub zum 65. Geburtstag am 18. Oktober 1977 (1977)
- 40: Günter Neumann, Jürgen Untermann (Hrsg.): Die Sprachen im Römischen Reich der Kaiserzeit. Kolloquium vom 8. bis 10. April 1974 (1980)
- 41: Gerhard Bauchhenß, Peter Noelke: Die Iupitersäulen in den germanischen Provinzen (1981), ISBN 3-7927-0502-8
- 42: Ruprecht Ziegler: Der Schatzfund von Brauweiler. Untersuchungen zur Münzprägung und zum Geldumlauf im gallischen Sonderreich (1983)
- 43: Jeanne-Nora Andrikopoulou-Strack: Grabbauten des 1. Jahrhunderts n. Chr. im Rheingebiet. Untersuchungen zur Chronologie und Typologie (1986)
- 44: Gerhard Bauchhenß, Günter Neumann (Hrsg.): Matronen und verwandte Gottheiten (1987)
- 45: Günther Schauerte: Terrakotten mütterlicher Gottheiten. Formen und Werkstätten rheinischer und gallischer Tonstatuetten der römischen Kaiserzeit (1985)
- 46: Anna-Barbara Follmann-Schulz: Die römischen Gläser aus Bonn (1988)
- 47:  Hans-Ulrich Cain, Hanns Gabelmann, Dieter Salzmann (Hrsg.): Festschrift für Nikolaus Himmelmann. Beiträge zur Ikonographie und Hermeneutik (1989)
- 48: Heinz-Joachim Schulzki: Die Fundmünzen der römischen Straßenstation Flerzheim. Untersuchungen zum Münzgeldumlauf in der Germania Inferior (1989)
- 49: Harald von Petrikovits: Beiträge zur römischen Geschichte und Archäologie. 2. 1976–1991 (1991)
- 50: Michael P. Speidel: Die Denkmäler der Kaiserreiter (1994)
- 51: Gerhard Bauchhenß (Hrsg.): Internationales Kolloquium über Probleme des Provinzialrömischen Kunstschaffens 3, Bonn 1993 (1996)
- 52: Wilfried Faust: Die Grabstelen des 2. und 3. Jahrhunderts im Rheingebiet (1998).
- 53: Gunnar Brands (Hrsg.): Rom und die Provinzen. Gedenkschrift für Hanns Gabelmann (2001)
- 54: Patricia Eva Gabriella Hagenweiler: Römische Ausstattungskunst in Oberitalien. Reliefs von öffentlichen und dekorativen Monumenten (2003).
- 55: Michael Rathmann: Untersuchungen zu den Reichsstraßen in den westlichen Provinzen des Imperium Romanum (2003).
- 56: Susanne Willer: Römische Grabbauten des 2. und 3. Jahrhunderts nach Christus im Rheingebiet (2006).
- 57: Hendrik Kelzenberg, Petra Kießling, Stephan Weber (Hrsg.): Forschungen zur Vorgeschichte und Römerzeit im Rheinland. Hans-Eckart Joachim zum 70. Geburtstag gewidmet. (2007).
- 58: Stefan Zimmer (Hrsg.): Kelten am Rhein. Akten des dreizehnten Internationalen Keltologiekongresses, 23. bis 27. Juli 2007 in Bonn; Proceedings of the Thirteenth International Congress of Celtic Studies (Vol. 1–2) (2009).
- 59: Kulturpolitik der Rheinischen Provinzialverwaltung 1920 bis 1945. Tagung am 18. und 19. Juni 2018 im LVR-Landesmuseum Bonn (2019).
- 60: Peter Noelke, Norbert Hanel, Peter Pauly: Die Antiken der Grafen von Manderscheid-Blankenheim. Kontext, Schicksal und Kommentierung einer rheinischen Sammlung der Zeit des Humanismus (2021).